# Diners Club

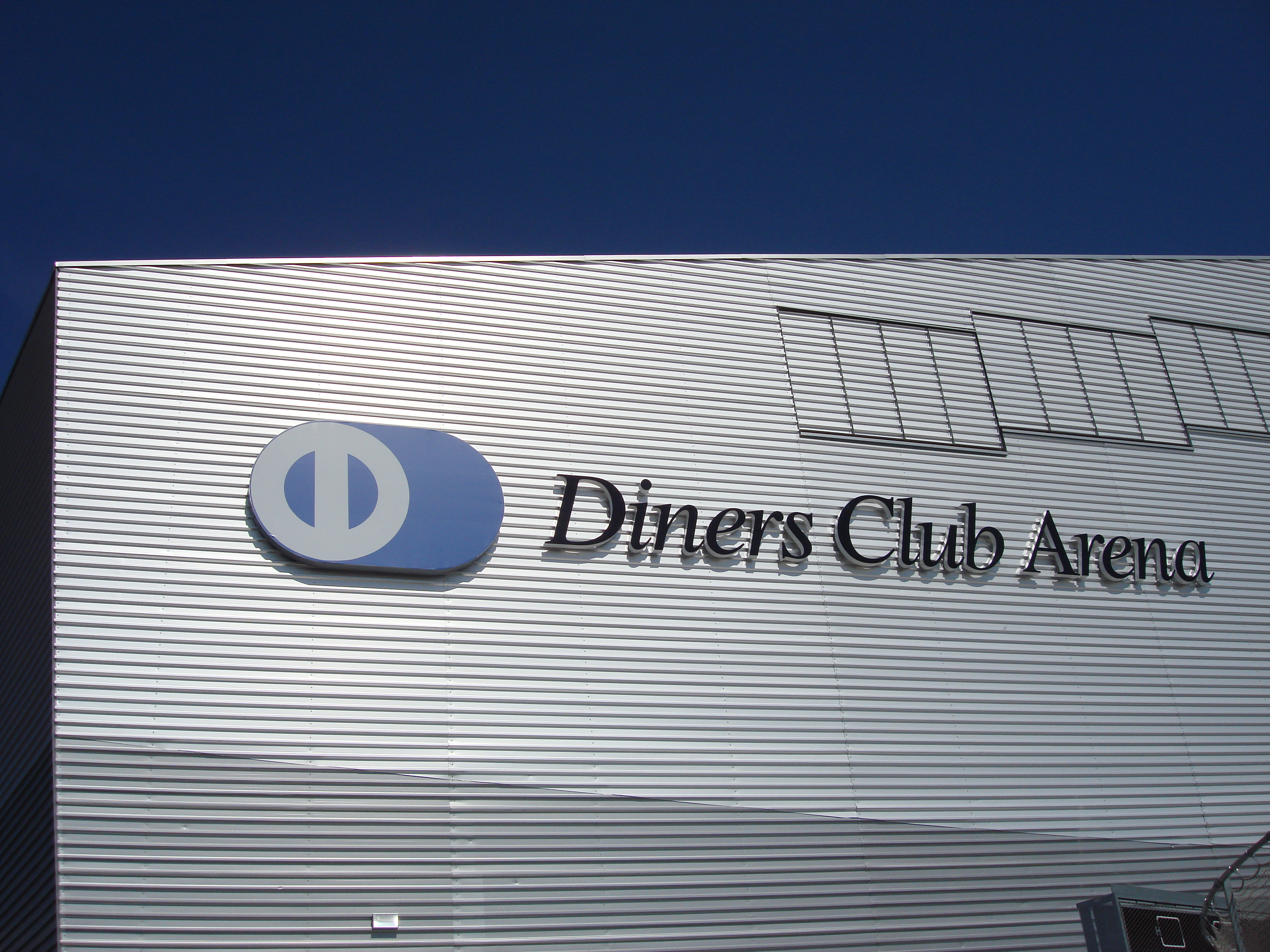
Diners Clubs logotyp på Diner Club Arena i Rapperswil, Schweiz.

Diners Club är ett betalkort som inte har någon övre köpgräns och som enligt företaget själva är ett betalningsmedel med drygt 9 miljoner anslutna inköpsställen, utspridda i cirka 200 länder. Bolaget erbjuder dessutom sina medlemmar tillgång till drygt 500 lounger på flygplatser över världen.
Diners Club är ett så kallat trepartsnätverk, precis som American Express, Discover Card och JCB.
Företaget Diners Club grundades av Frank McNamara år 1950, efter det att han vid ett restaurangbesök 1949 med affärsbekanta skulle betala notan men saknade kontanter. Den gången ordnade hans fru betalningen, men vid ett senare besök på restaurangen kunde McNamara betala genom att skriva sitt namn på ett visitkort och bli fakturerad i efterhand. Detta utvecklades till ett system med kort istället för kontanter och namnet anspelar också på själva användningen av korten på restauranger.
Fenomenet med att köpa nu och betala senare började med s.k. "handla på krita". Med det menades att restaurangen i detta exempel skrev upp vad som hade inhandlats och tog sedan i slutet av månaden betalt för allting på en gång. Detta höll inte i längden då restaurangen låg ute med pengar i upp till 25-26 dagar.
Diners Club tog steget längre och lade fram idén att de betalade åt kunden, och sedan fick kunden i slutet av månaden istället betala beloppet till Diners Club, i likhet med andra kreditkort och betalkort.
Diners Club International är sedan 2008 ett dotterbolag till Discover Financial Services. Därutöver tilldelar Diners Club International franchiserättigheter till regioner runt om i världen.
I Norden var SEB Kort AB franchisetagare. Den 31 maj 2019 upphörde utgivningen av Diners Club-kort på den nordiska marknaden.  Anledningen till att verksamheten upphörde uppgavs vara ökad konkurrens och reglering och att SEB därför ville fokusera på sina kort med varumärket Mastercard. Diners Club-kort utgivna i andra länder accepteras dock även i fortsättningen i butiker etc. i de nordiska länderna och verksamheten med resekontotjänster finns kvar.